# Visualizzatore di immagini
Un visualizzatore di immagini è un software in grado di organizzare e visualizzare file grafici di vario tipo.
A differenza dei software di fotoritocco professionale (come Adobe Photoshop o Corel Draw), i cui strumenti permettono di elaborare e creare da zero un'immagine, le modifiche alle immagini permesse dai visualizzatori sono spesso limitate a semplici operazioni come la correzione colore, la nitidezza, il ridimensionamento o la rotazione dell'immagine. 

## Visualizzatori inclusi nei sistemi operativi

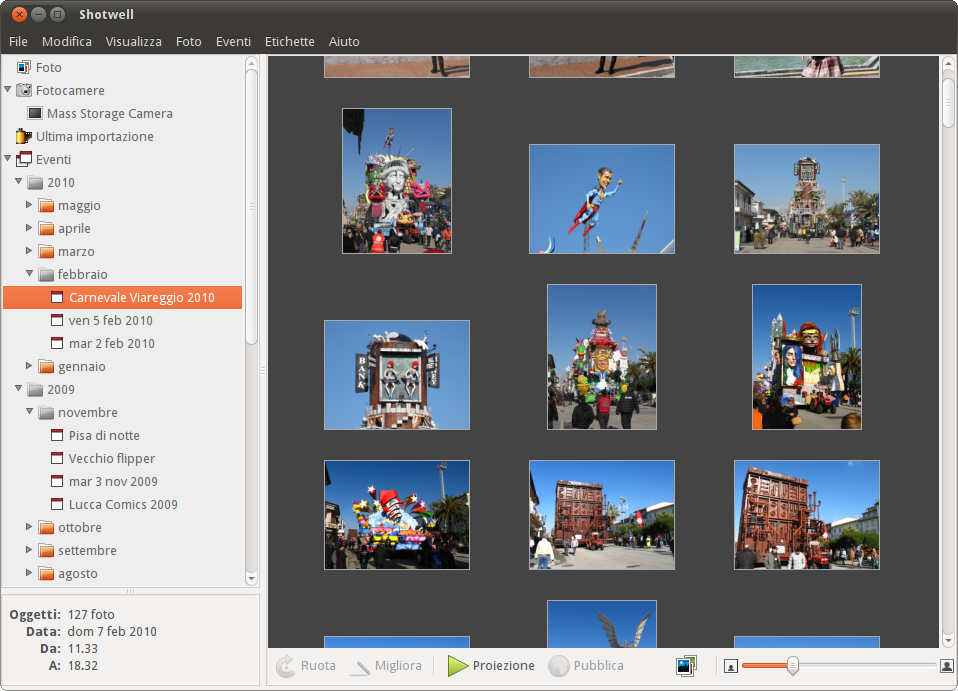
Schermata di Shotwell 0.7 in italiano.

Nei sistemi operativi Windows precedenti a Windows Vista, viene fornito il visualizzatore di immagini e fax, che consente di eseguire un numero limitato di operazioni sulle immagini come rotazione, stampa ed esecuzione delle immagini di una directory come presentazione. In Windows Vista il visualizzatore è stato rinominato in Raccolta foto di Windows. In Windows 7 è stato nuovamente rinominato in Visualizzatore foto di Windows. 
Nei sistemi operativi Mac non esiste un visualizzatore univoco specificatamente progettato per questa funzione. L'estensione di visualizzatore è stata integrata nel software iTunes tramite la funzione Cover Flow, ed è possibile aprire numerosi formati d'immagine con QuickTime. Esistono comunque diversi visualizzatori freeware che si integrano nelle funzionalità del Finder svolgendo il ruolo proprio di un visualizzatore.

### Nei sistemi Linux
Nel desktop environment GNOME il visualizzatore standard è Eye of GNOME, che a differenza di altri visualizzatori consente di visualizzare solo ed esclusivamente immagini, mentre nel desktop environment KDE 4 il visualizzatore standard è Gwenview.
Su alcune distribuzioni Linux basate su GNOME, tra cui Fedora (a partire dalla versione 13) e Ubuntu (a partire dalla versione 10.10 Maverick Meerkat) Shotwell ha sostituito F-Spot come strumento standard per la gestione di immagini.

## Usi e caratteristiche
L'uso principale dei visualizzatori, oltre alle già citate modifiche consentite alle immagini, è orientato soprattutto all'esecuzione di slideshow (presentazioni), all'anteprima di grandi quantità di immagini contenute in diverse directories anche a schermo intero, alla stampa veloce e all'organizzazione delle stesse prima di passare alla modifica su programmi professionali. Una delle doti principali dei visualizzatori è quella di poter visualizzare a schermo una grande quantità di formati d'immagine, che in software professionali spesso richiedono l'installazione di pacchetti aggiuntivi, e di esportare le immagini in formati più leggeri o che è possibile aprire su altri software senza l'ausilio di plugin specifici. L'interfaccia leggera contribuisce a rendere i visualizzatori estremamente rapidi nella visualizzazione di immagini anche di grandi dimensioni o ad alte risoluzioni, velocizzando la scelta delle immagini da modificare, da organizzare per lo spostamento in altre directory o per la masterizzazione su CD o DVD.
Tra le funzionalità è da segnalare la possibilità, in molti software, di modificare e aggiungere metadati, realizzare provini ed eseguire l'OCR.

## Visualizzatori di terze parti
Gran parte dei visualizzatori di terze parti sono disponibili in rete gratuitamente per uso non commerciale e con numerose opzioni di personalizzazione grafica dell'interfaccia, anch'esse gratuite, ad opera di appassionati ed utenti abituali. Molti di essi sono disponibili in formati multipiattaforma per l'utilizzo nei più diffusi sistemi operativi. Alcuni tra i più utilizzati sono i seguenti:
- ACDSee
- Irfanview
- Xnview

## Visualizzatori liberi
Un elenco di visualizzatori distribuiti come software libero:
- Eye of GNOME
- F-Spot
- Gwenview
- gThumb
- QComicBook
- Shotwell